# Кубок Кремля 2006
Кубок Кремля 2006 — тенісний турнір, що відбувся на закритих кортах з килимовим покриттям спорткомплексу Олімпійський у Москві (Росія). Це був 17-й за ліком Кубок Кремля. Належав до серії International в рамках Туру ATP 2006, а також до турнірів 1-ї категорії в рамках Туру WTA 2006. Тривав з 9 до 15 жовтня 2006 року.

## Переможниці та фіналістки

### Одиночний розряд, чоловіки
Микола Давиденко —  Марат Сафін, 6–4, 5–7, 6–4
- Для Давиденка це був 4-й титул за сезон і 9-й - за кар'єру. Це була його друга перемога на цьому турнірі 2004 року.

### Одиночний розряд, жінки
Анна Чакветадзе —  Надія Петрова, 6–4, 6–4
- Для Чакветадзе це був 2-й титул за сезон і за кар'єру. Це був її 1-й титул Tier I за сезон і за кар'єру.

### Парний розряд, чоловіки
Фабріс Санторо /  Ненад Зімоньїч —  Франтішек Чермак /  Ярослав Левинський, 6–1, 7–5
- Для Санторо це був 4-й титул за сезон і 22-й - за кар'єру. Для Зімоньїча це був 3-й титул за сезон і 13-й - за кар'єру.

### Парний розряд, жінки
Квета Пешке /  Франческа Ск'явоне —  Івета Бенешова /  Галина Воскобоєва, 6–4, 6–7(4–7), 6–1
- Для Пешке це був 4-й титул за сезон і 8-й - за кар'єру. Для Ск'явоне це був 3-й титул за сезон і 7-й - за кар'єру.